# 人見秀三
人見 秀三（ひとみ しゅうぞう、1888年（明治21年）10月6日 - 1946年（昭和21年）4月13日）は、大日本帝国陸軍軍人。最終階級は陸軍中将。功三級

## 経歴
1888年（明治21年）に山形県で生まれた。陸軍士官学校第23期卒業。1937年（昭和12年）8月2日に陸軍歩兵大佐に進級。同年8月22日に上海派遣軍高級副官に就任し、日中戦争に出動した。同年11月22日には上海派遣軍隷下の歩兵第19連隊長に転じ、南京攻略、徐州会戦を戦い、武漢攻略では瑞昌を突破し、岳陽楼に到った。
1939年（昭和14年）8月1日に陸軍少将に進級し、留守第2師団司令部附を経て、同年12月には仙台教導学校長に就任した。1940年（昭和15年）12月に南支那方面軍隷下の歩兵第107旅団長を経て、1941年（昭和16年）歩兵第132旅団長に転じ、南支各地を転戦。1942年（昭和17年）に陸軍歩兵学校附、1943年（昭和18年）3月1日に久留米第一陸軍予備士官学校長を経て、同年6月10日に陸軍中将に進級。同年10月29日に第12師団長に親補された。掖河に駐屯する第12師団は関東軍の中でも最精鋭部隊と言われたが、第10方面軍戦闘序列に編入され、新竹に移駐し台湾防衛に当たる。
終戦後の1946年（昭和21年）、台湾に進駐してきた国民革命軍により、4月14日の出頭を命じられる。そのため、4月13日に安藤利吉第10方面軍司令官らと会食が行われることになったが、副官室で服毒自決した。